# Donald Goddard Wing
Pour les articles homonymes, voir Wing.
Donald Goddard Wing est un bibliographe américain né le 18 août 1904 à Athol (Massachusetts) et mort le 8 octobre 1972. Il est essentiellement connu pour sa bibliographie des ouvrages anglais publiés entre 1641 et 1700 (1945-1951).
Wing étudie à l'université Yale où il soutient son doctorat intitulé The Origins of the Comedy of Humor en 1932 et à l'université Harvard (master de littérature anglais, 1928).
Devenu bibliothécaire, sa carrière tout entière se passe à la bibliothèque de Yale (1928-1970) dont il termine directeur adjoint (1945-1970). Il est le premier bibliothécaire de Yale à se voir accorder un congé sabbatique pour ses recherches (1967-1968). 
Il commence à travailler sur le catalogue de la bibliothèque de Yale en 1742 et s'aperçoit que les informations bibliographiques dont on dispose alors sur les livres anglais de la fin du XVIIe sont très lacunaires, le Short title catalogue de Pollard et Redgrave (1926) s'arrêtant en 1640. 
Il obtient en 1935 une bourse Guggenheim pour inspecter les bibliothèques britanniques à la recherche des ouvrages publiés entre 1640 et 1700. Il rédige alors un STC qui vient compléter celui de Pollard et Redgrave : les deux premiers volumes sont publiés en 1945 et le troisième en 1951. Il y adjoint en 1967 A Gallery of Ghosts: Books published between 1641-1700 not found in the Short-Title Catalogue qui reprend tous les livres trouvés dans les anciennes bibliographies et catalogues de libraire mais dont il n'a pu localiser d'exemplaire.